# HMAS Farncomb (SSG 74)
Le HMAS Farncomb (pennant number : SSG 74, le sigle SSG signifiant Guided Missile Submarine) est le deuxième des six sous-marins de classe Collins exploités par la marine royale australienne. Il est nommé ainsi en l’honneur du contre-amiral Harold Farncomb. Sa quille a été posée en 1991 et le sous-marin a été lancé en décembre 1995. Il fut le premier sous-marin à être entièrement construit en Australie. Une combinaison de facteurs a fait qu’au milieu de l’année 2009, le Farncomb était le seul navire de sa classe en état de fonctionnement.

## Conception
La classe Collins est une version agrandie du sous-marin de classe Västergötland conçu par Kockums. Avec une longueur hors-tout de 77,42 mètres, un maître-bau de 7,8 mètres et un tirant d'eau de 7 mètres, ainsi qu’un déplacement de 3 051 tonnes en surface et 3 353 tonnes en immersion , ils sont les plus grands sous-marins à propulsion conventionnelle au monde,. La coque est construite en acier à haute résistance et est recouverte d’une couche de tuiles anéchoïques pour minimiser le risque de détection par sonar,. La profondeur à laquelle ils peuvent plonger est classifiée, mais la plupart des sources affirment qu’elle est supérieure à 180 mètres,.
Le sous-marin est armé de six tubes lance-torpilles de 21 pouces (533 mm) et transporte une charge utile standard de 22 torpilles : à l’origine un mélange de torpilles Gould Mark 48 Modèle 4 et UGM-84C Sub-Harpoon. Plus tard les Mark 48 furent mises à niveau vers la version Modèle 7 Common Broadband Advanced Sonar System (CBASS),.
Chaque sous-marin est équipé de trois moteurs diesel à 18 cylindres Garden Island-Hedemora HV V18b/15Ub (VB210), qui sont chacun connecté à un générateur Jeumont-Schneider de 1 400 kW et 440 volts à courant continu. L’électricité produite est stockée dans des batteries, puis fournie à un seul moteur à courant continu Jeumont-Schneider, qui fournit 7 200 ch et actionne à une hélice à sept pales, à inclinaison unique, de 4,22 mètres de diamètre,. La classe Collins a une vitesse maximale de 10,5 nœuds (19,4 km/h) en surface ou en immersion au schnorchel, et peut atteindre 21 nœuds (39 km/h) sous l’eau. Les sous-marins ont un rayon d'action de 11 000 milles marins (20 000 km) à 10 nœuds (19 km/h) en surface, et 9 000 milles marins (17 000 km) à 10 nœuds en immersion au schnorchel. Lorsqu’il est complètement immergé, un sous-marin de classe Collins peut parcourir 32,6 milles marins (60,4 km) à la vitesse maximale de 21 nœuds, ou 480 milles marins (890 km) à la vitesse économique de 4 nœuds (7,4 km/h). Chaque bateau a une autonomie de 70 jours.

## Construction et essais
La quille du HMAS Farncomb a été posée par l’Australian Submarine Corporation (ASC) le 3 mars 1991. Il a été nommé ainsi en l’honneur du contre-amiral Harold Farncomb, le premier officier formé en Australie promu capitaine et commandant du navire amiral HMAS Australia, de 1941 à 1944. Les travaux sur le bateau ont été retardés par la nécessité d’achever son navire jumeau (sister-ship) et navire de tête de la classe, le Collins afin qu’il soit prêt pour son lancement, fixé au 28 août 1993. Pour libérer des ressources à ASC pour le Collins, la section de proue du Farncomb a été envoyée à Newcastle pour y être terminée.
Le HMAS Farncomb a été lancé le 15 décembre 1995. Comme il était le premier sous-marin à être entièrement construit en Australie (deux sections du Collins avaient été assemblées en Suède), le sous-marin portait un grand logo « Made In Australia » sur l’aileron. Le sous-marin a commencé ses essais en mer en septembre 1996. Les leçons tirées des essais du navire de tête Collins ont profité au Farncomb, avec du matériel de formation amélioré. De plus, l’équipage d’essais fut chargé de se familiariser avec le sous-marin pendant qu’il était en cours d’achèvement. L’équipage du Collins avait la possibilité d’en faire autant, mais la plupart du personnel ne l’a pas fait . Le programme d’essai a été affecté par des problèmes avec le Collins,.
Le HMAS Farncomb a été provisoirement mis en service par la Royal Australian Navy à la fin de l’année 1997. Il a été officiellement mis en service dans la RAN le 31 janvier 1998.

## Engagements
En mai 1997, deux groupes de six matelots féminins ont été affectés au Collins et au Farncomb pour tester la faisabilité d’équipages mixtes à bord de sous-marins. À la suite du succès de l’essai, onze matelots féminins et un officier féminin ont commencé à suivre une formation pour le service sous-marin en 1998.
En 1998, alors qu’il revenait du Timor, les trois générateurs diesel du Farncomb sont tombés en panne,. Le sous-marin s’est péniblement traîné jusqu’à Darwin, où il a attendu plusieurs semaines que des pièces de rechange soient préparées et acheminées.
Dans le cadre des essais du système de combat, le Farncomb a tiré une torpille Mark 48 Mod 4 sur le HMAS Torrens le 14 juin 1999, coulant le destroyer d’escorte désarmé.
Le 19 mars 2007, au cours d’une mission de collecte de renseignement d’une durée de cinq mois dans les eaux asiatiques, des lignes de pêche se sont empêtrées dans l’hélice du Farnomb. Le sous-marin a fait surface dans les eaux internationales pendant une nuit calme, et cinq marins étaient sur le pont en train de tenter de libérer l’hélice lorsque le temps s’est soudainement aggravé et les marins ont été emportés par-dessus bord. Une équipe de sauvetage, impliquant trois nageurs volontaires, a réussi à récupérer les cinq marins au cours d’un effort de quatre-vingt-dix minutes, et le sous-marin a continué sa mission sans être détecté. L’incident est resté classifié jusqu’en août 2009, lorsque la RAN a nommé les trois nageurs de ce sauvetage pour recevoir des décorations pour leur bravoure. Ce furent les premiers sous-mariniers à être ainsi honorés depuis un incident survenu en 1981 à bord du HMAS Onslow.
En 2008 et 2009, la pénurie de personnel a réduit le nombre de sous-marins pouvant être déployés à trois, le calendrier de maintenance et les dysfonctionnements des batteries sur plusieurs bateaux se combinant pour réduire à la mi-2009 ce nombre à un seul, le Farncomb,.
Le matin du 13 mars 2009, le Farncomb était l’un des dix-sept navires de guerre impliqués dans une cérémonie d’entrée de la flotte et de revue de la flotte dans le port de Sydney, le plus grand rassemblement de navires de la RAN depuis le bicentenaire de l’Australie en 1988. Le sous-marin n’a pas participé à l’entrée de la flotte, mais il était ancré dans le port pour la revue.
En janvier 2010, le Farncomb a été contraint de retourner au port pour des réparations urgentes après une panne de générateur. Cela a laissé son navire jumeau Waller comme le seul sous-marin pleinement opérationnel, avec le Collins en disponibilité restreinte, et les trois autres sous-marins en cours de réparation ou d’entretien .
En août 2011, le Farncomb a soudainement perdu sa propulsion alors qu’il utilisait le schnorchel en immersion périscopique au large de Rottnest Island. Le redémarrage n’a pas fonctionné et le bateau a commencé à s’enfoncer par l’arrière. Un coup de ballast d’urgence complet a ramené le sous-marin à la surface et le moteur a été redémarré.
Le Farncomb a été déployé à Hawaï pour participer à l’exercice multinational Rim of the Pacific (RIMPAC) de 2012. Le 22 juillet, le sous-marin a tiré une torpille Mark 48 sur l’ancien transport de munitions USNS Kilauea, brisant le navire en deux et le coulant,,. Quelques jours plus tard, un tuyau du système de compensation de poids du sous-marin s’est fendu pendant que le bateau rechargeait ses batteries, provoquant une inondation. Le Farncomb a fait surface à partir de la profondeur du périscope sans incident majeur et a navigué vers Pearl Harbor pour des réparations.

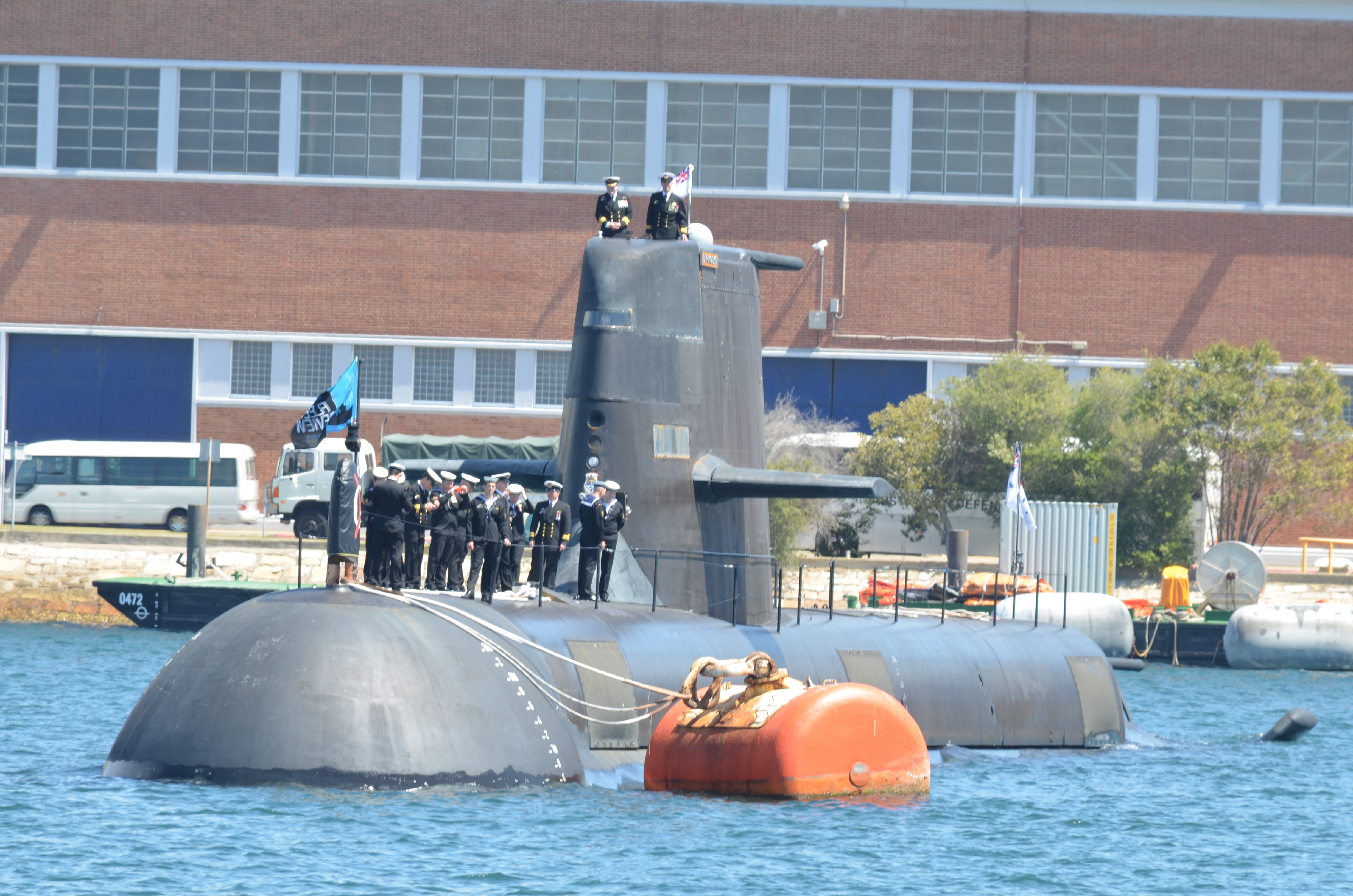
Le Farncomb amarré dans le port de Sydney en octobre 2013

En octobre 2013, le Farncomb a été le seul sous-marin à participer à l'International Fleet Review 2013 à Sydney. En novembre 2013, le Farncomb a participé à l’exercice d’entraînement à l’évacuation sous-marine Black Carillion 2013. Il a commencé en 2014 un cycle complet de radoub, la plupart de son équipage faisant l’objet d’un transfert au HMAS Rankin. Il est retourné en service avec la Flotte en août 2016.
En août 2019, le Farncomb est retourné à la base de Fleet Base West, Rockingham, après un déploiement de cinq mois au cours duquel il a participé aux exercices internationaux Bersama Shield, Pacific Vanguard et Talisman Sabre.